# Xinsheng (köping i Kina, Sichuan, lat 31,26, long 104,64)
Xinsheng (kinesiska: 新盛镇, 新盛) är en köping i Kina. Den ligger i provinsen Sichuan, i den sydvästra delen av landet, omkring 87 kilometer nordost om provinshuvudstaden Chengdu. Antalet invånare är 25 909. Befolkningen består av 12 756 kvinnor och 13 153 män. Barn under 15 år utgör 13,0 %, vuxna 15-64 år 71 %, och äldre över 65 år 14,0 %.
Genomsnittlig årsnederbörd är 1 156 millimeter. Den regnigaste månaden är juli, med i genomsnitt 309 mm nederbörd, och den torraste är december, med 8 mm nederbörd.